# ريبيرا ألتا
بلدية ريبيرا ألتا (بالإسبانية: Ribera Alta) هي بلدية تقع في مقاطعة ألافا التابعة لإقليم الباسك شمال إسبانيا.

## الديموغرافيا
يبلغ عدد سكان بلدية ريبيرا ألتا 781 نسمة عام 2011 (وفقاً للمعهد الوطني للإحصاء الإسباني).
| 512 | 515 | 540 | 586 | 683 | 728 | 781 |